# Ironheart
Ironheart (Riri Williamsová) je fiktivní superhrdinka z komiksových příběhů vydávaných nakladatelstvím Marvel Comics. Poprvé se objevila v komiksovém sešitu Invincible Iron Man (Vol. 3) #7 v březnu 2016.  Je výtvorem tvůrčího dua, které tvořili Brian Michael Bendis a Mike Deodato Jr. Je také členkou superhrdinského týmu Champions (poprvé v sešitu Champions (Vol. 2) #19, 2018).

## Vydání
Postavu Riri Williamsové vymysleli Brian Michael Bendis a Mike Deodato Jr.. Poprvé se objevila letmo v sešitu Invincible Iron Man (Vol. 3) #7 v březnu 2016 a následně již v hlavnější roli v sešitu Invincible Iron Man (Vol. 3) #9 v květnu 2016. Riri Williamsová se stala hlavní postavou komiksové série Invincible Iron Man (Vol. 4) (2016–2017), v rámci eventu Marvel NOW!, kde se představila jako nástupce Tonyho Starka s vlastní superhrdinskou identitou Ironheart. Novou sérii psal Brian Michael Bendis a kreslil Stefano Caselli, celkem čítala 11 čísel. Následně se objevovala v dějově navazující sérii s odlišným číslováním Invincible Iron Man (Vol. 1) #593–600 (2017–2018). Na konci roku 2018 dostala vlastní sérii Ironheart (Vol. 1), kterou psala Eve Ewing a kreslili různí kreslíři. Série měla 12 čísel. Coby členka týmu Champions figurovala také v eventu Incoming (2019). V roce 2020 vyšel dvoudílný speciál 2020 Ironheart k Iron Manovu eventu Iron Man 2020. Speciál psaly Vita Ayala a Danny Lore a kreslil David Messina.
Hlavní série:
- Invincible Iron Man (Vol. 3) #7, 9–12, 14 (2016)
- Invincible Iron Man (Vol. 4) #1–11 (2016–2017)
- Invincible Iron Man (Vol. 1) #593–600 (2017–2018)
- Ironheart (Vol. 1) #1–12 (2018–2019)
- 2020 Ironheart (Vol. 1) #1–2 (2020)

## Fiktivní biografie postavy
Riri Williamsová byla poprvé představena jako patnáctiletá nadaná studentka inženýrství a robotiky. Vyrůstá v Chicagu pouze se svou matkou Ronnie, jelikož její otec se stal obětí zbloudilé kulky při přestřelce v parku, ve kterém měli rodinný piknik. Jelikož u ní bylo v dětství rozpoznáno nadání geniality, získala stipendium na Massachusettském technologickém institutu. Sama si díky reverznímu inženýrství sestavila svůj první oblek ve stylu Iron Mana. S technologicky vyspělejší druhou verzí jí ale již pomohla umělá inteligence s vědomostmi v komiksu tehdy zesnulého Tonyho Starka. Pomoc získala také od Pepper Pottsové.

## Česká vydání
- 2020 – Nejmocnější hrdinové Marvelu #114: Ironheart, (autoři: Brian Michael Bendis a Mike Deodato Jr.: Invincible Iron Man (Vol. 3) #7-12 (části, 2016); Brian Michael Bendis a Stefano Caselli: Invincible Iron Man (Vol. 4) #1-6 2017).

## Film a televize

### Televize
- 2019 – Marvel Rising: Heart of Iron, animovaný webový speciál zveřejněný na YouTube, Ironheart dabuje Sofia Wylie.
- 2022 – Black Panther: Wakanda nechť žije, hraný film, ve vedlejší roli Dominique Thorne jako Ironheart.
- 2024 – Co kdyby…?, třetí řada, americký televizní seriál, ve vedlejší roli Dominique Thorne
- 2025 – Ironheart, připravovaný hraný seriál pro Disney+, v hlavní roli opět Dominique Thorne.